# Viduklė
Viduklė is een plaats in het Litouwse district Kaunas. De plaats telt 1911 inwoners (2001).